# Anaxarch
Anaxarch (altgriechisch Ἀνάξαρχος Anáxarchos; * um 380 v. Chr. in Abdera, Thrakien; † um 320 v. Chr.) war ein griechischer Philosoph, der der Schule Demokrits angehörte.

## Leben
Anaxarch wurde in Abdera in Thrakien geboren. Seine philosophische Ausbildung erhielt er bei Diogenes von Smyrna. Er war ein Freund Alexanders des Großen und begleitete diesen auf seinen Feldzügen in Asien. Über Anaxarchs Leben und seine Lehren sind vorwiegend die von Diogenes Laertios überlieferten Anekdoten erhalten, die seine außergewöhnliche Standhaftigkeit und Seelenruhe hervorheben. Ihre historische Richtigkeit kann zwar im Einzelnen kaum überprüft werden, sie haben jedoch das bleibende Bild Anaxarchs derart geprägt, dass man sie schon wegen ihrer literarischen Wirkung nicht beiseitelassen kann. So soll der Philosoph als Antwort auf Alexanders Anspruch, ein Sohn des Zeus zu sein, auf eine blutende Wunde Alexanders gezeigt und gesagt haben: „Das ist das Blut eines Sterblichen und nicht Ichor, wie es aus den Venen der unsterblichen Götter fließt“ – der zweite Satzteil ist ein Zitat aus der Ilias.
Während eines Gastmahls soll Anaxarch zu Alexander auf die Frage, wie ihm die Darbietungen gefielen, allzu offenherzig gesagt haben, es fehle nur, dass der Kopf „eines gewissen Satrapen“ serviert würde, wobei er auf König Nikokreon von Salamis (Zypern) zeigte. Diese Bemerkung zog ihm Nikokreons Feindschaft zu. Anaxarch war Lehrer des Skeptikers Pyrrhon von Elis und erscheint in der Überlieferung als Schmeichler Alexanders. Vor allem nach der Kleitos-Affäre trat er als Gegner von Alexanders Hofgeschichtsschreiber Kallisthenes von Olynth auf. Er soll großen Reichtum erlangt und in Luxus geschwelgt haben. Als die Chaldäer Alexander 323 v. Chr. vor dem Einzug in Babylon warnten und der König daher zuerst in Borsippa westlich des Euphrat Halt machte, überzeugte Anaxarch ihn hier, diesen abergläubischen Verkündigungen nicht weiter Glauben zu schenken. Der König begab sich daher doch nach Babylon, wo er indessen bald darauf starb.
Einige Zeit nach Alexanders Tod strandete Anaxarch an der Küste Zyperns und geriet in die Gewalt des Königs Nikokreon. Die ausführlichste Überlieferung dieser Episode findet sich bei Diogenes Laertios, wonach der König den Philosophen in einem Mörser zu Tode stampfen ließ. Anaxarch soll die Folter ohne Schmerzensrufe ausgehalten und nur gesagt haben: „Vernichte den Körper des Anaxarch, Anaxarch selbst wirst du nicht vernichten“. Als Nikokreon daraufhin gebot, dem Philosophen die Zunge herauszureißen, biss Anaxarch sich diese ab, damit der Tyrann nicht einmal darüber gebieten könne. Diese Geschichte wurde auch von Cicero und Valerius Maximus überliefert und bis in die Neuzeit oft als Beispiel extremer Standhaftigkeit zitiert.

## Werke
Anaxarchs philosophische Ansichten und Lehren sind nicht bekannt. Sein Beiname εὐδαιμονικός (eudaimonikós „der Glückselige“) wird aber teilweise dahingehend gedeutet, dass er als ethisches Lebensziel (Telos) das Glück (griechisch Eudaimonia) ansah. Zudem kann man wegen der Anekdoten annehmen, dass das Ideal der unerschütterlichen Seelenruhe (Ataraxie) für ihn eine große Rolle spielte. Valerius Maximus nennt ihn auch als Anhänger der Lehre Demokrits, dass es unendlich viele Welten gebe.